# 주조역 (도쿄도)
주조역(일본어: 十条駅, じゅうじょうえき)은 일본 도쿄도 기타구에 있는 철도역으로, 동일본 여객철도 사이쿄 선이 정차한다.

## 타는 곳
| 1 | 사이쿄 선 | 아카바네·무사시우라와·오미야·가와고에 방면                             |
| 2 | 사이쿄 선 | 이케부쿠로·신주쿠·시부야·오사키·（린카이 선으로 직결 운행）신키바 방면 |

## 역세권 정보
- 도쿄 가정 대학
- 데이쿄 대학 이타바시 캠퍼스
- 도꾜조선중고급학교

## 인접역
| 동일본 여객철도 아카바네 선 | 동일본 여객철도 아카바네 선 | 동일본 여객철도 아카바네 선 |
| --------------------------- | --------------------------- | --------------------------- |
| 이타바시 오사키 방면        | ■ 사이쿄 선                 | 아카바네 오미야 방면        |